# Bono (Ar Mor-Bihan)
Bono (anomenat habitualment Le Bono, i en bretó Ar Bonoù) és un municipi francès, situat a la regió de Bretanya, al departament d'Ar Mor-Bihan. L'any 2006 tenia 2.112 habitants. El 17 de novembre de 2008 el consell municipal va aprovar la carta Ya d'ar brezhoneg.

## Demografia
| 1962                                       | 1968  | 1975  | 1982  | 1990  | 1999  |  |
| ------------------------------------------ | ----- | ----- | ----- | ----- | ----- |  |
| 1.488                                      | 1.555 | 1.561 | 1.636 | 1.747 | 1.859 |  |
| Des de 1962: població sense dobles comptes |       |       |       |       |       |  |

## Administració
| Període   | Identitat           | Partit |
| --------- | ------------------- | ------ |
| 1983-1989 | Ernest Laîné        |        |
| 1989-1995 | Jean Lacombe        |        |
| 1995-1996 | Michel Jacob        |        |
| 1996-     | Bernard Le Scoarnec |        |

## Galeria d'imatges

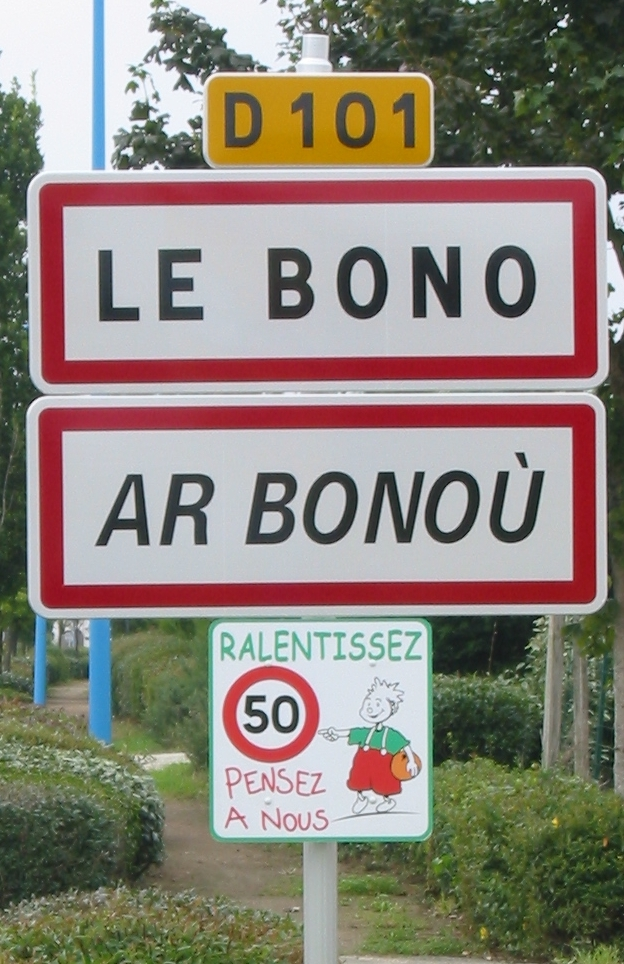
Senyalització bilingüe
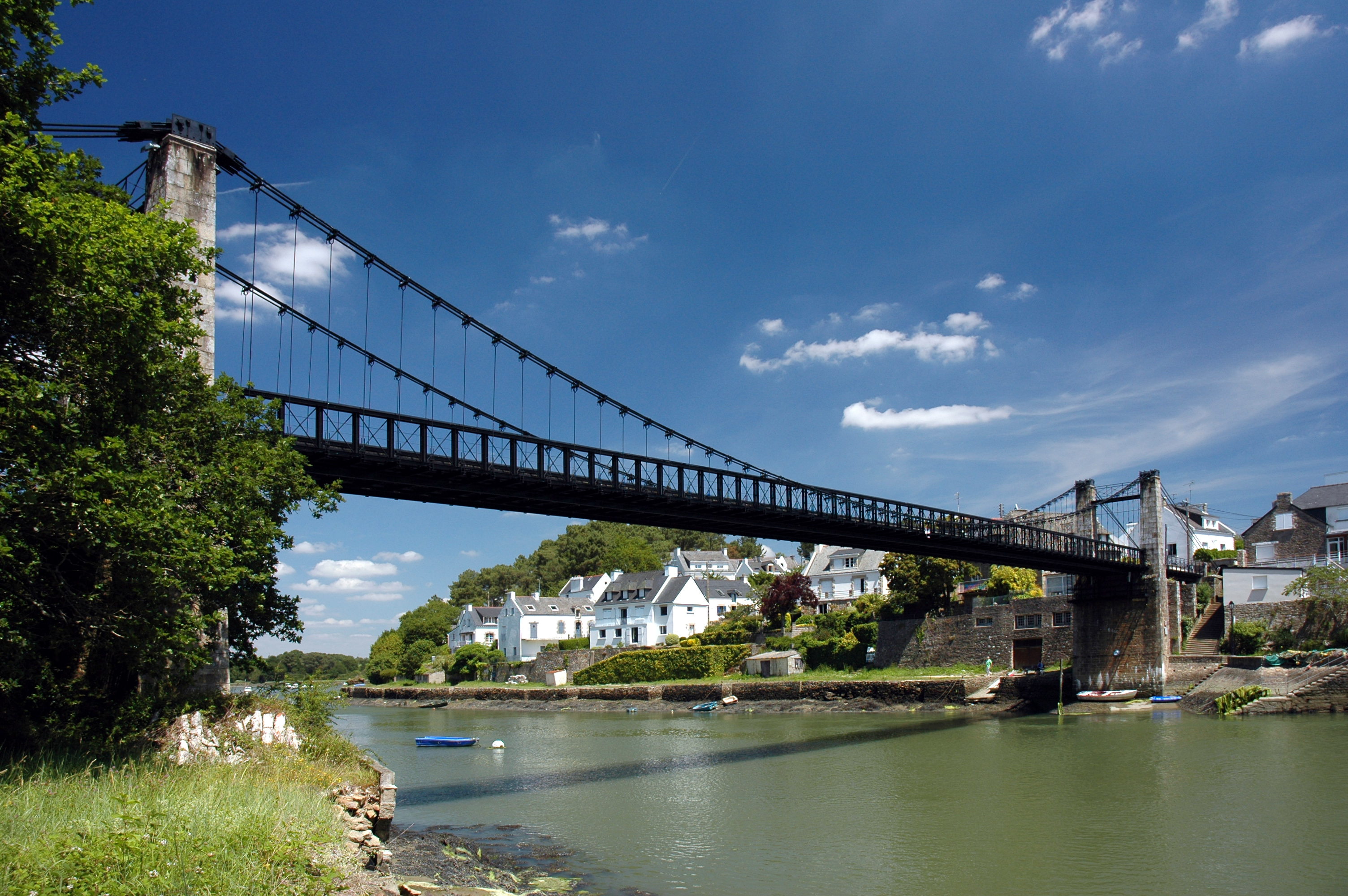
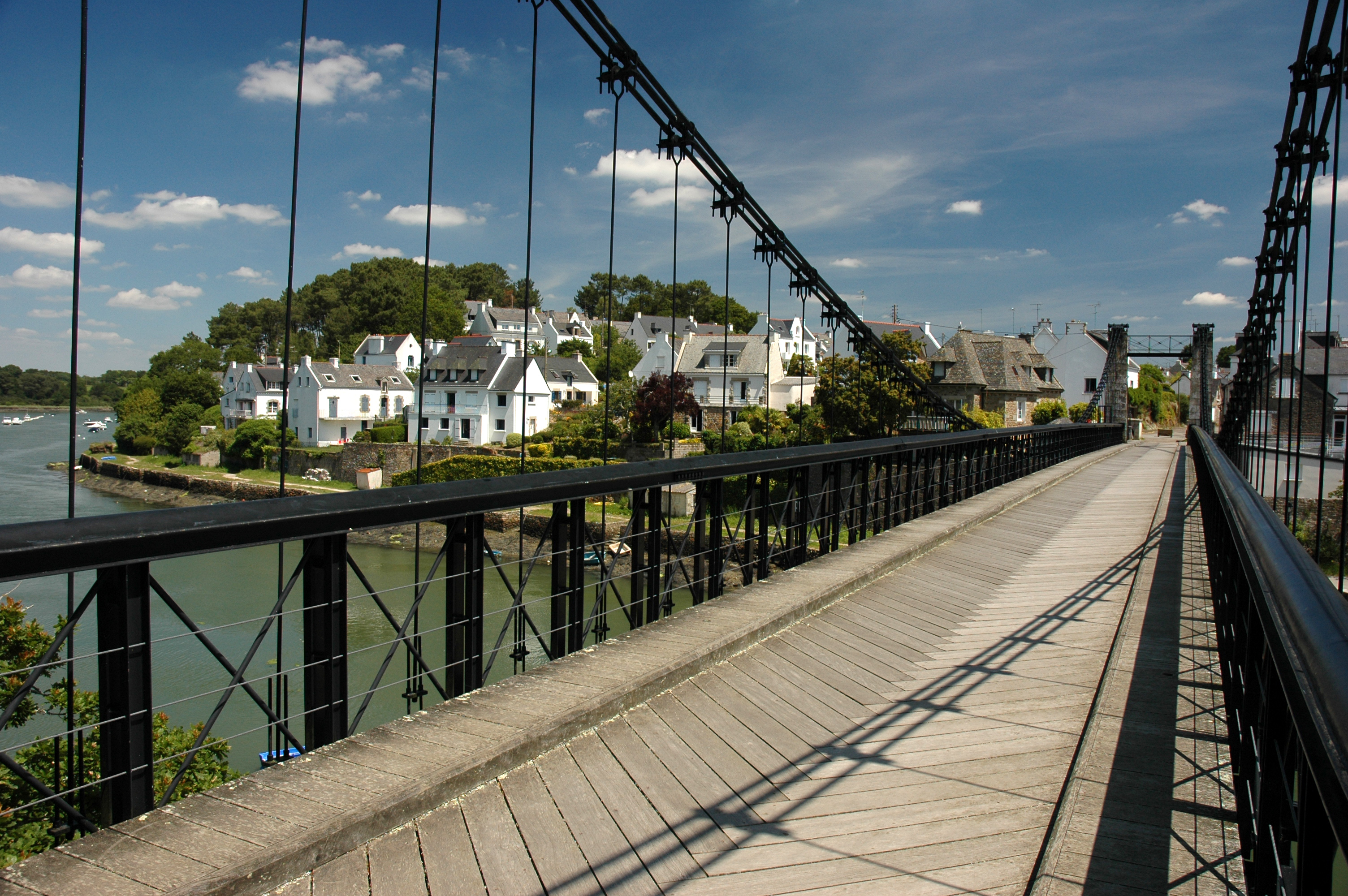
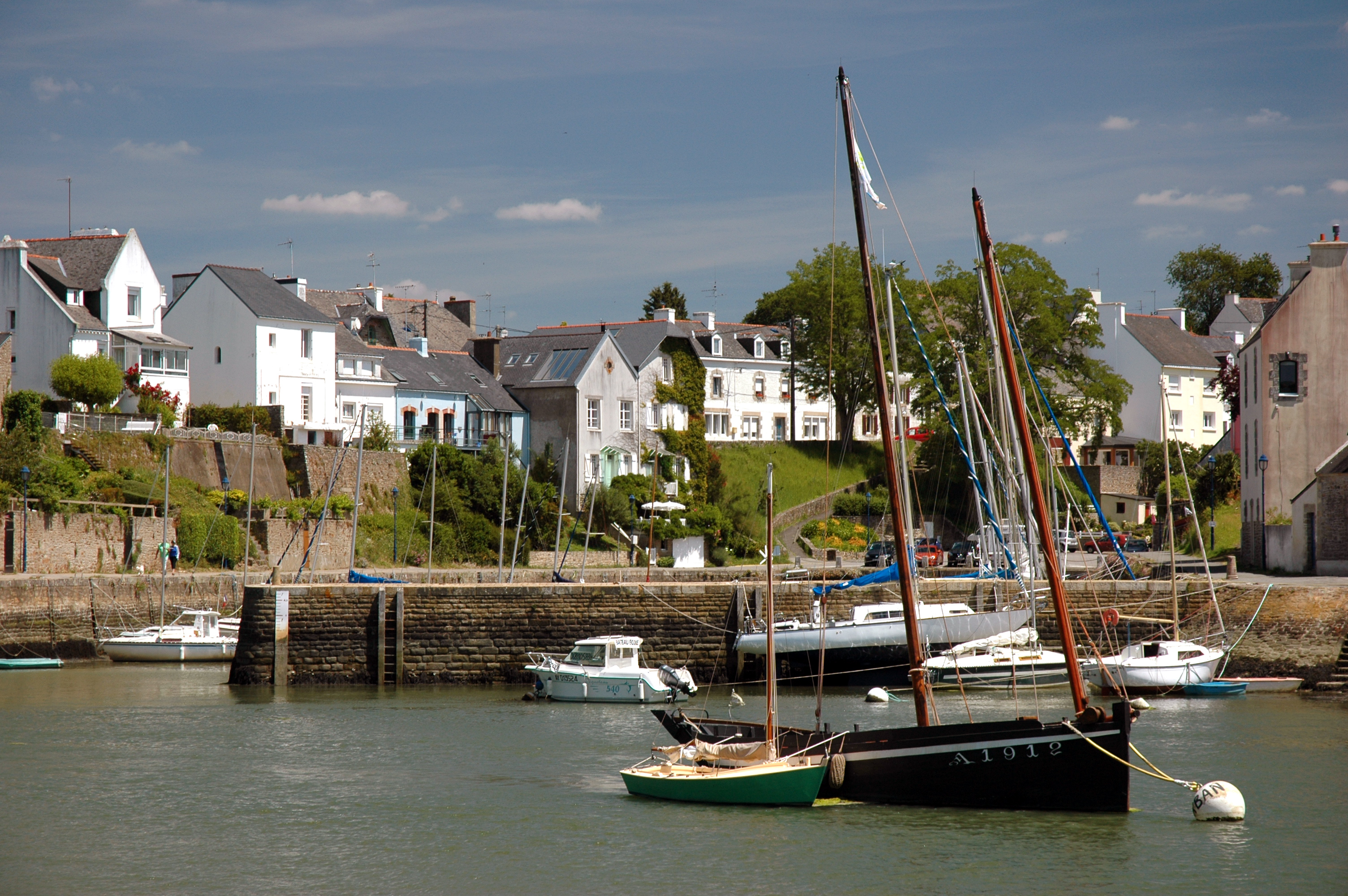
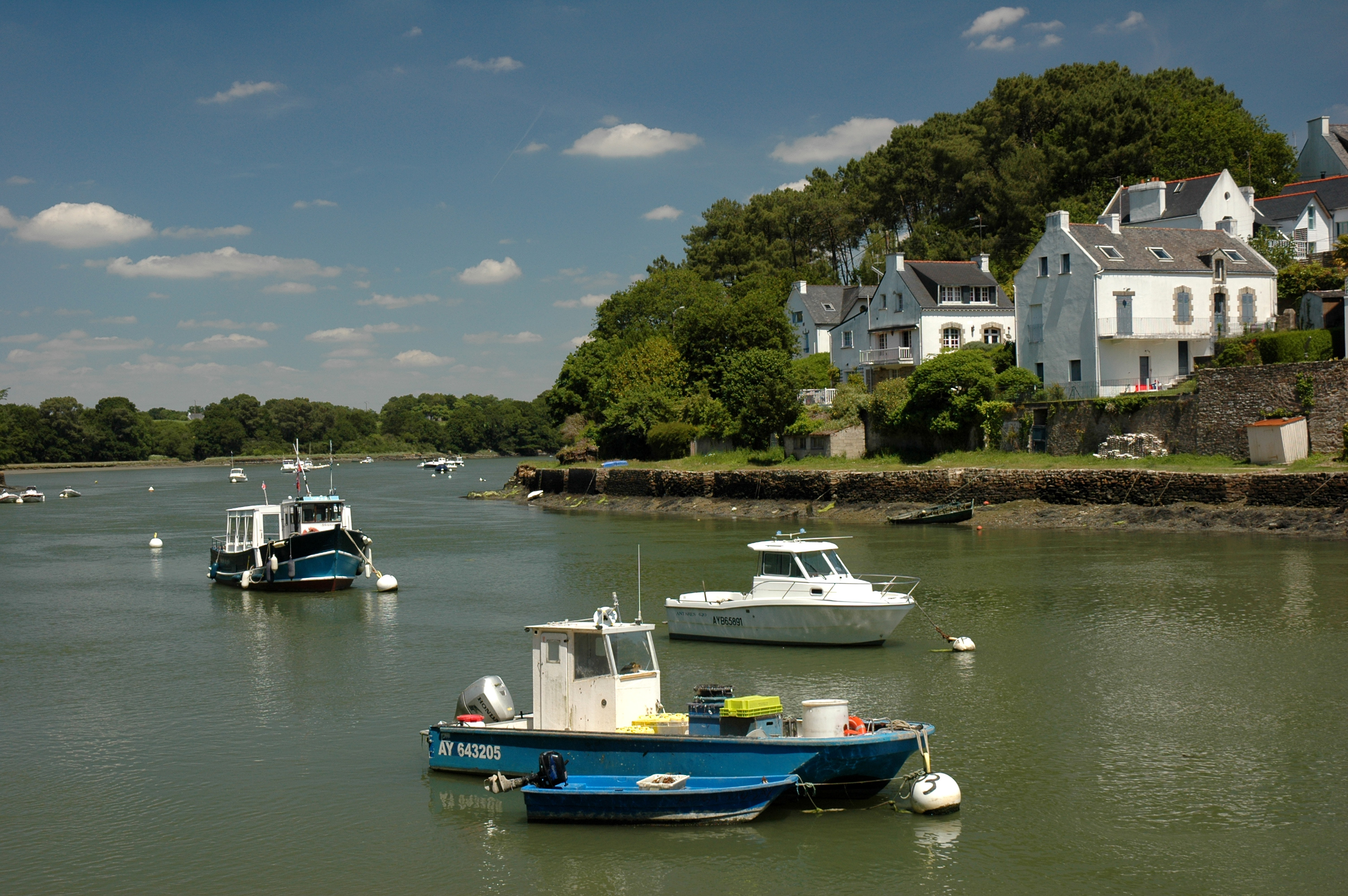
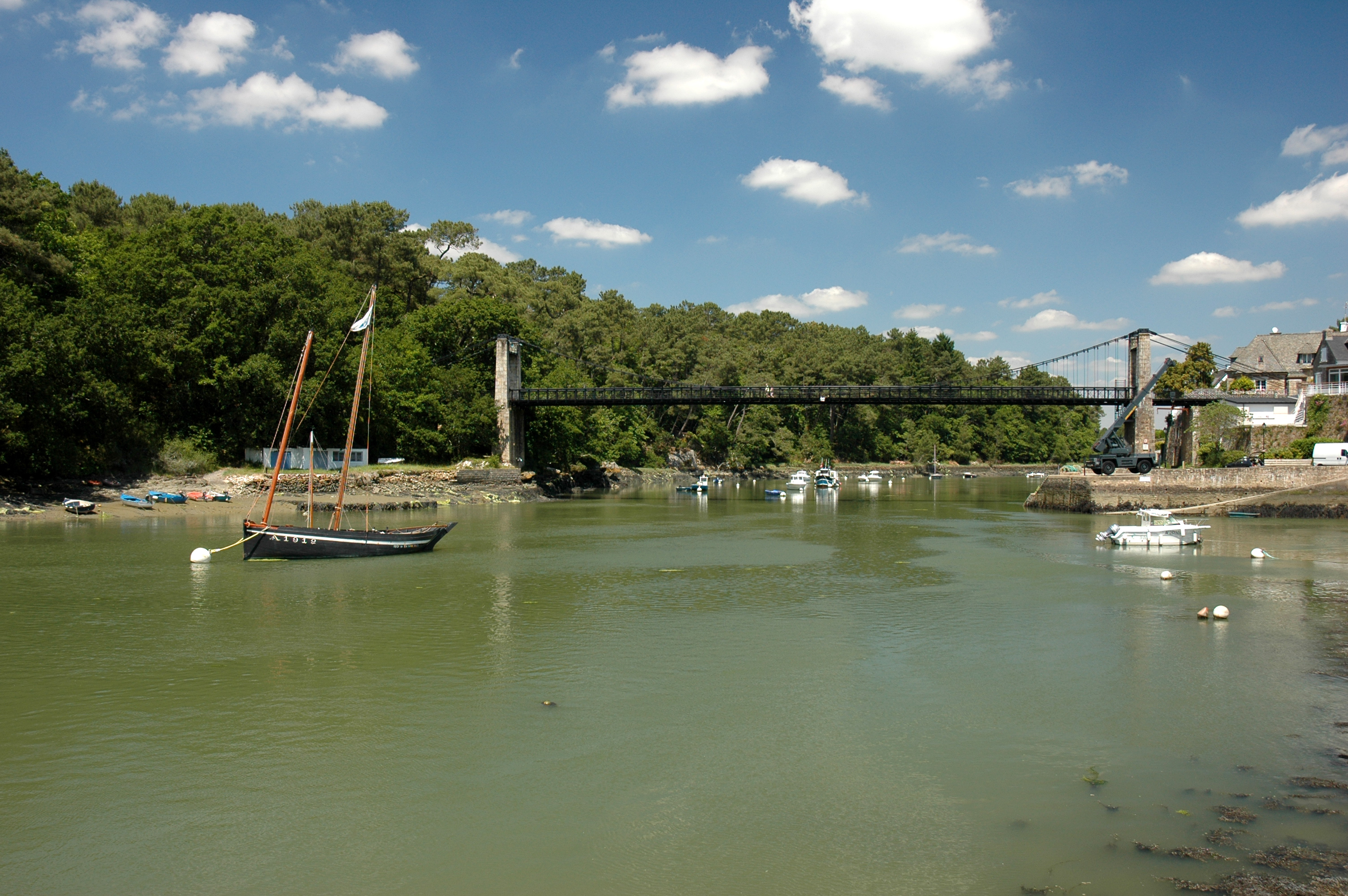